# Mymar
Mymar  (лат.) — род паразитических наездников надсемейства Chalcidoidea подотряда стебельчатобрюхие отряда перепончатокрылые насекомые, имеющих микроскопические размеры (около 1 мм).

## Описание
Паразиты насекомых. Усики самок состоят из 6-членикового жгутика, 1-члениковой булавы и рукояти. Усики самцов — из 11-членикового жгутика и рукояти. Передние крылья — весловидные, задние крылья — укороченные остаточные, без видимой мембраны. Для вида Mymar taprobanicum в качестве хозяев указаны цикадки Laodelphax striatella Fallén (Delphacidae) (Taguchi, 1975), Nephotettix cincticeps (Uhler) (Cicadellidae) (Subba Rao, 1983) и Nilaparvata lugens (Stel) (Delphacidae) (Chandra 1980).

## Систематика
В мировой фауне около 10 видов, в том числе 5 видов в Приморском крае России, в Европе 3 вида. Во Франции 2 вида, в Австралии — 2 вида, в Японии — 2 вида.

### Список видов
- Mymar africanum Annecke, 1961 — Южная Африка.[4]
- Mymar cincinnati Girault, 1917 — США
- Mymar ermak Triapitsyn & Berezovskiy, 2001 — Приморский край (Россия).[1]
- Mymar maritimum Triapitsyn & Berezovskiy, 2001 — Приморский край (Россия).[1]
- Mymar pulchellum Curtis, 1832 — Россия, Европа, Кавказ, Япония.[1]
- Mymar ramym Donev & Triapitsyn, 2010 — Болгария, Киргизия.[2]
- Mymar regale Enock, 1912 — Европа, Россия.[1]
- Mymar roopum Hayat & Khan, in Hayat, Anis & Khan, 2008 — Индия.[5]
- Mymar schwanni Girault, 1912 — Австралия, Новая Зеландия, Океания, Юго-Восточная Азия.[1]
- Mymar taprobanicum Ward, 1875 — Приморский край (Россия), южная Европа, Япония, юго-восточная Азия, Африка, Австралазия, Северная и Центральная Америка, Колумбия.[1]
- Mymar venustum Girault, 1911

### Синонимы
- Pterolinononyktera Maláč, 1943[6]
- Oglobliniella Soyka, 1946[7]

### Типовой вид
- Mymar Curtis: Mymar pulchellum Curtis, 1832, обозначен решением ICZN (1965).
- Pterolinononyktera Maláč: Pterolinononyktera obenbergeri Maláč, 1943 [=Mymar pulchellum Curtis, 1832], оригинальным указанием.